# Aşağıbalçıklı, Özalp
Aşağıbalçıklı là một xã thuộc thành phố Özalp, tỉnh Van, Thổ Nhĩ Kỳ. Dân số thời điểm năm 2011 là 627 người.